# Szablak szkocki
Szablak szkocki, szablak czarny (Sympetrum danae) – gatunek ważki różnoskrzydłej, najmniejszy przedstawiciel rodziny ważkowatych (Libellulidae).

## Charakterystyka
Osiąga długość 29–34 mm (czasem 35 mm) i rozpiętość skrzydeł 45–54 mm (czasem 55 mm). Wykazuje dymorfizm płciowy. Dojrzałe samce są prawie całkowicie czarne, jedynie na bokach ich tułowia wyróżniają się jasne, ukośne paski. Młode osobniki są żółto-brązowe z czarnymi pasami na bokach tułowia i spodzie odwłoka. Na skrzydłach widnieją typowe dla szablaków zażółcenia.
Larwy mają krótkie, krępe ciało o lekko zaznaczonym spłaszczeniu grzbieto-brzusznym. Typową dla nich cechą jest łyżkowata maska zakrywająca przednią część ciała oraz szczeciny na podbródku i głaszczkach wargowych.

## Występowanie i ekologia
Jest szeroko rozpowszechniony, występuje licznie na północnych obszarach Europy i Azji oraz w Ameryce Północnej. W Polsce spotykany na terenie całego kraju, także w górach. Jest tyrfofilny, zasiedla wody stojące i kwaśne. Preferuje zwłaszcza torfowiska sfagnowe, turzycowiska i śródleśne bagna, obrzeża zbiorników dystroficznych, ale również inne zbiorniki charakteryzujące się bogatą roślinnością.
Imagines pojawiają na początku sierpnia, a najliczniej występują w połowie września, są drapieżnikami polującymi na inne owady, a ich wrogami są głównie ptaki i płazy oraz także pająki.

## Rozmnażanie

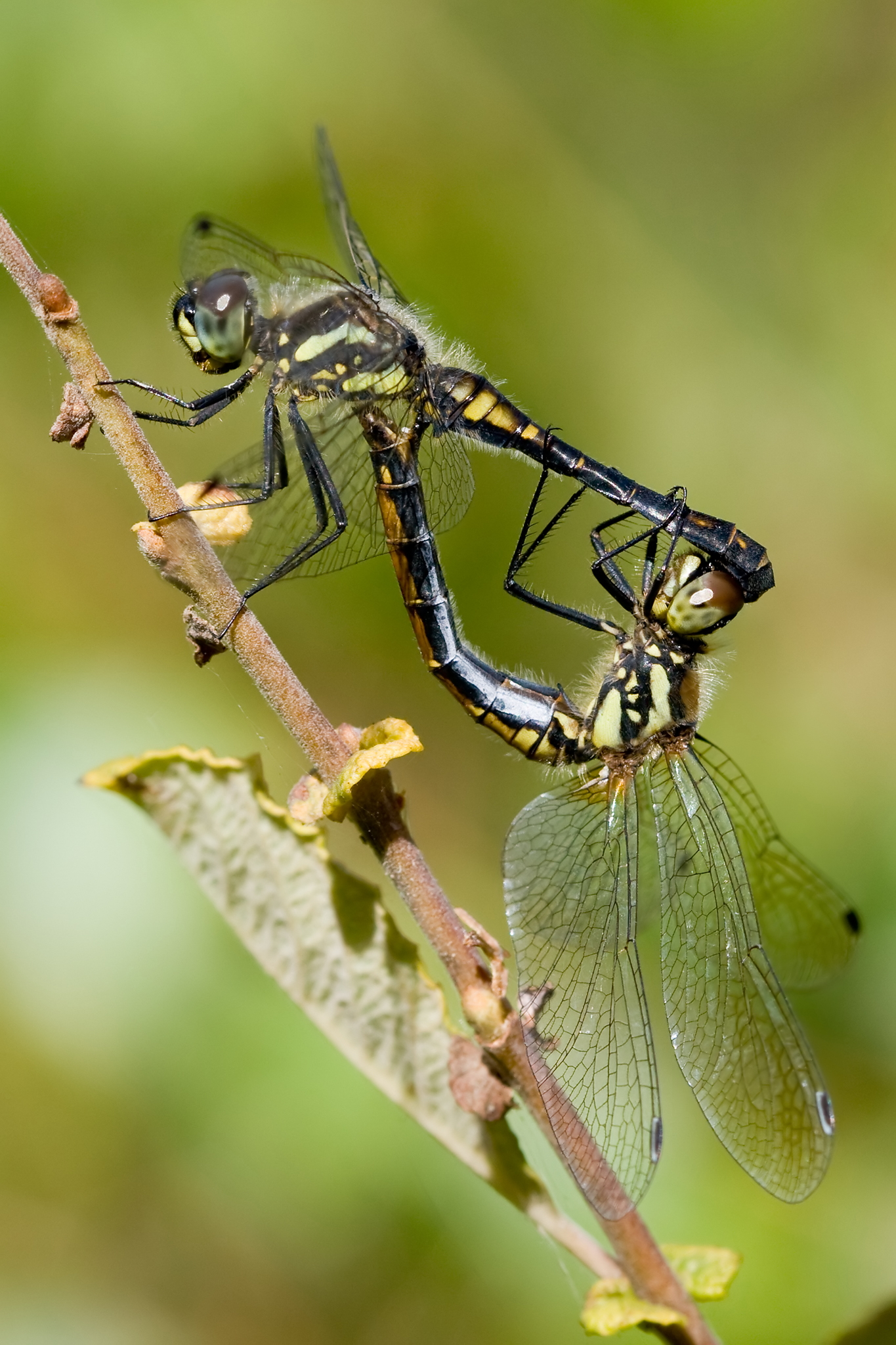
Para ważek w pierścieniu kopulacyjnym

Jak wszystkie ważki, odznacza się skomplikowanymi zachowaniami godowymi. Pojawiający się na terytorium samicy samiec zachęca ją do połączenia się w parę, a następnie przekłada nasienie z otworu płciowego do wtórnego narządu kopulacyjnego. Do kopulacji dochodzi w szczególnej pozycji tak zwanego pierścienia kopulacyjnego. Samiec za pomocą przysadek odwłokowych trzyma za głowę samicę, która zaczepia się odwłokiem o jego narządy kopulacyjne. Samice, nadal połączone w parę z samcem, składają jaja uderzając odwłokiem o powierzchnię wody.
Cykl życiowy tego gatunku charakteryzuje się długą diapauzą w stadium jaj i szybkim rozwojem larw, które w poszukiwaniu ofiar przetrząsają osady denne lub zbierają zwierzęta z obrostów peryfitonu.